# Sassacus
Sassacus là một chi nhện trong họ Salticidae.

## Hình ảnh

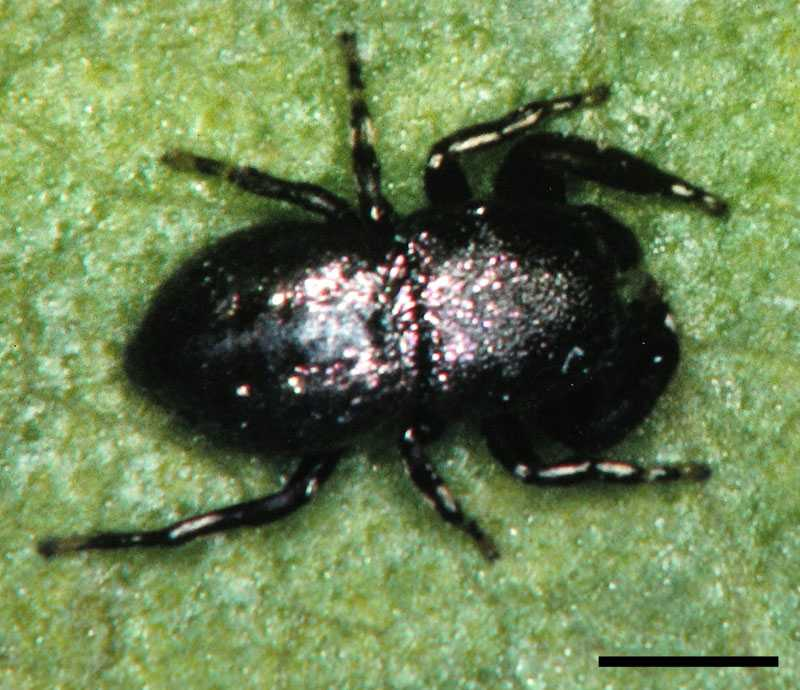